# Velika nagrada Nice 1932
Velika nagrada Nice 1932 je bila osemnajsta neprvenstvena dirka v sezoni Velikih nagrad 1932. Odvijala se je 31. julija 1932 v franckoskem mestu Nica, na isti dan kot dirka Coppa Ciano. Iz treh voženj po deset ali petnajst krogov se je najboljših šest dirkačev uvrstilo v finale, kjer so dirkači vozili petnajst krogov. 

## Rezultati

### Finale
| Poz | Dirkač            | Moštvo    | Dirkalnik        | Krogi | Čas/Odstop | Št. m. |
| --- | ----------------- | --------- | ---------------- | ----- | ---------- | ------ |
| 1   | Louis Chiron      | Privatnik | Bugatti T51      | 15    | 30:19.6    | 3      |
| 2   | Raymond Sommer    | Privatnik | Alfa Romeo Monza | 15    | 30:23.0    | 4      |
| 3   | Rene Dreyfus      | Privatnik | Bugatti T51      | 15    | 30:29.0    | 6      |
| 4   | Goffredo Zehender | Privatnik | Alfa Romeo Monza | 15    | 31:14.0    | 2      |
| 5   | Louis Trintignant | Privatnik | Bugatti T35C     | 14    | +1 krog    | 5      |
| Ods | Benoit Falchetto  | Privatnik | Bugatti T35B     |       | Plin       | 1      |

- Najboljši štartni položaj: Benoit Falchetto
- Najhitrejši krog: René Dreyfus in Raymond Sommer 1:58.0

### Heats
Odebeljeni dirkači so se uvrstili v finale.

#### Heat 1 (avtocikli)
| Poz | Dirkač           | Moštvo    | Dirkalnik     | Krogi | Čas/Odstop |
| --- | ---------------- | --------- | ------------- | ----- | ---------- |
| 1   | Raymond Chambost | Privatnik | Salmson       | 10    | 22:57.8    |
| 2   | Reveller         | Privatnik | Amilcar CC    | 10    | 23:07.0    |
| 3   | Martinatti       | Privatnik | Salmson       | 10    | 23:23.0    |
| 4   | Lebas Lebas      | Privatnik | Speciale      | 10    | 26:40.0    |
| 5   | Calms            | Privatnik | Rosengart     | 9     | +1 krog    |
| Ods | Henri Gegauf     | Privatnik | Tony Speciale |       |            |
| Ods | Camille Porre    | Privatnik | Amilcar C6    |       |            |
| Ods | Pierre Rey       | Privatnik | Peugeot       |       |            |
| Ods | Labbay           | Privatnik | Mathis        |       |            |

#### Heat 2 (do 2000 cm³)
| Poz | Dirkač               | Moštvo    | Dirkalnik    | Krogi | Čas/Odstop | Št. m. |
| --- | -------------------- | --------- | ------------ | ----- | ---------- | ------ |
| 1   | Louis Trintignant    | Privatnik | Bugatti T35C | 10    | 21:27.2    | 4      |
| 2   | Stanisłas Czaykowski | Privatnik | Bugatti T51C | 10    | 21:45.0    | 1      |
| 3   | Frederic Toselli     | Privatnik | Bugatti T37A | 10    | 22:28.0    | 6      |
| 4   | Pierre Veyron        | Privatnik | Maserati 26  | 10    | 23:04.0    | 9      |
| 5   | Pierre Rey           | Privatnik | Bugatti T35C | 10    | 23:14.0    | 2      |
| 6   | Leurquin             | Privatnik | Amilcar CGS  | 10    | 23:31.0    | 8      |
| 7   | Mistral              | Privatnik | Bugatti T37A | 9     | +1 krog    | 7      |
| Ods | Moulin               | Privatnik | Bugatti T35C |       |            | 3      |
| DNS | Jean Eminente        | Privatnik | Bugatti T35C |       |            | 5      |

- Najboljši štartni položaj: Stanislas Czaykowski
- Najhitrejši krog: Louis Trintignant 2:07.0

#### Heat 3 (nad 2000 cm³)
| Poz | Dirkač               | Moštvo    | Dirkalnik        | Krogi | Čas/Odstop | Št. m. |
| --- | -------------------- | --------- | ---------------- | ----- | ---------- | ------ |
| 1   | Rene Dreyfus         | Privatnik | Bugatti T51      | 15    | 30:41.2    | 6      |
| 2   | Louis Chiron         | Privatnik | Bugatti T51      | 15    | 30:42.0    | 7      |
| 3   | Benoit Falchetto     | Privatnik | Bugatti T35B     | 15    | 31:14.0    | 4      |
| 4   | Goffredo Zehender    | Privatnik | Alfa Romeo Monza | 15    | 31:15.0    | 5      |
| 5   | Raymond Sommer       | Privatnik | Alfa Romeo Monza | 15    | 31:16.0    | 8      |
| Ods | Canin                | Privatnik | Bugatti T35B     |       |            | 2      |
| Ods | Stanisłas Czaykowski | Privatnik | Bugatti T51      |       |            | 9      |
| Ods | Paul Morand          | Privatnik | Bugatti T35B     |       |            | 3      |

- Najboljši štartni položaj: Guy Moll (ni prišel na dirko)
- Najhitrejši krog: Louis Chiron 2:00